# Haemogregarina johnstoni
Haemogregarina johnstoni is een soort in de taxonomische indeling van de Myzozoa, een stam van microscopische parasitaire dieren. Het organisme komt uit het geslacht Haemogregarina en behoort tot de familie Haemogregarinidae. Haemogregarina johnstoni werd in 2000 ontdekt door Davies & Merrett.